# راندلمان
راندلمان (كارولاينا الشمالية) (بالإنجليزية: Randleman, North Carolina)‏ هي مدينة تقع في الولايات المتحدة في مقاطعة راندولف. يقدر عدد سكانها بـ 4,113 نسمة ومساحتها 9.3 كم2 وترتفع عن سطح البحر 215 متر.

## التركيبة السكانية
حدّد مكتب تعداد الولايات المتحدة بيانات التركيبة السكانية لراندلمان في تعداد الولايات المتحدة. في ما يلي، التركيبة السكانية حسب تعدادي 2000 و2010.

### تعداد عام 2000
بلغ عدد سكان راندلمان 3,557 نسمة بحسب تعداد عام 2000، وبلغ عدد الأسر 1,452 أسرة وعدد العائلات 986 عائلة مقيمة في المدينة. في حين سجلت الكثافة السكانية 334.6 نسمة لكل كيلومتر مربع (866.6/ميل2). وبلغ عدد الوحدات السكنية 1,542 وحدة بمتوسط كثافة قدره 145.1 لكل كيلومتر مربع (375.8/ميل2).
وتوزع التركيب العرقي للمدينة بنسبة 91.23% من البيض و3.71% من الأمريكيين الأفارقة و0.34% من الأمريكيين الأصليين و0.39% من الأمريكيين ذوي الأصول الآسيوية و2.81% من الأعراق الأخرى و1.52% من عرقين مختلطين أو أكثر و8.38% من الهسبانيون أو اللاتينيون من أي عرق.
بلغ عدد الأسر 1,452 أسرة كانت نسبة 37.3% منها لديها أطفال تحت سن الثامنة عشر تعيش معهم، وبلغت نسبة الأزواج القاطنين مع بعضهم البعض 47.7% من أصل المجموع الكلي للأسر، ونسبة 15.2% من الأسر كان لديها معيلات من الإناث دون وجود شريك، بينما كانت نسبة 5.1% من الأسر لديها معيلون من الذكور دون وجود شريكة وكانت نسبة 32.1% من غير العائلات. تألفت نسبة 29.5% من أصل جميع الأسر من عدة أفراد يعيشون في نفس المنزل ونسبة 12.2% كانت تتألف من شخص يعيش بمفرده يبلغ من العمر 65 عاماً أو أكثر. وبلغ متوسط حجم الأسرة المعيشية 2.42، أما متوسط حجم العائلات فبلغ 2.96.
بلغ العمر الوسطي للسكان 34.3 عاماً. وكانت نسبة 26.7% من القاطنين تحت سن الثامنة عشر، وكانت نسبة 8.1% بين الثامنة عشر والرابعة والعشرين عاماً، ونسبة 31.2% كانت واقعةً في الفئة العمرية ما بين الخامسة والعشرين والرابعة والأربعين عاماً، ونسبة 20.1% كانت ما بين الخامسة والأربعين والرابعة والستين، ونسبة 12.6% كانت ضمن فئة الخامسة والستين عاماً فما فوق. يوجد لكل 100 أنثى 88.7 ذكر، ويوجد لكل 100 أنثى في الثامنة عشر من عمرها فما فوق 85.0 ذكر.
بلغ متوسط دخل الأسرة في المدينة 30,572 دولارًا، أما متوسط دخل العائلة فبلغ 35,123 دولارًا. وكان متوسط دخل الذكور 27,692 دولارًا مقابل 21,806 دولارًا للإناث. وسجل دخل الفرد الخاص بالمدينة 14,286 دولارًا. وكانت نسبة 8.5% من العائلات ونسبة 11.2% من السكان تحت خط الفقر، وكان من هؤلاء نسبة 17.2% تحت سن الثامنة عشر ونسبة 15.2% في الخامسة والستين من العمر وما فوق.

### تعداد عام 2010
بلغ عدد سكان راندلمان 4,113 نسمة بحسب تعداد عام 2010، وبلغ عدد الأسر 1,739 أسرة وعدد العائلات 1,117 عائلة مقيمة في المدينة. في حين سجلت الكثافة السكانية 386.9 نسمة لكل كيلومتر مربع (1,002.1/ميل2). وبلغ عدد الوحدات السكنية 1,883 وحدة بمتوسط كثافة قدره 177.1 لكل كيلومتر مربع (458.7/ميل2).
وتوزع التركيب العرقي للمدينة بنسبة 86.31% من البيض و5.86% من الأمريكيين الأفارقة و0.61% من الأمريكيين الأصليين و0.44% من الأمريكيين ذوي الأصول الآسيوية و4.84% من الأعراق الأخرى و1.95% من عرقين مختلطين أو أكثر و7.61% من الهسبانيون أو اللاتينيون من أي عرق.
بلغ عدد الأسر 1,739 أسرة كانت نسبة 36% منها لديها أطفال تحت سن الثامنة عشر تعيش معهم، وبلغت نسبة الأزواج القاطنين مع بعضهم البعض 42.6% من أصل المجموع الكلي للأسر، ونسبة 15.8% من الأسر كان لديها معيلات من الإناث دون وجود شريك، بينما كانت نسبة 5.9% من الأسر لديها معيلون من الذكور دون وجود شريكة وكانت نسبة 35.8% من غير العائلات. تألفت نسبة 30.8% من أصل جميع الأسر من عدة أفراد يعيشون في نفس المنزل ونسبة 10.9% كانت تتألف من شخص يعيش بمفرده يبلغ من العمر 65 عاماً أو أكثر. وبلغ متوسط حجم الأسرة المعيشية 2.37، أما متوسط حجم العائلات فبلغ 2.93.
بلغ العمر الوسطي للسكان 36.4 عاماً. وكانت نسبة 26.4% من القاطنين تحت سن الثامنة عشر، وكانت نسبة 8.5% بين الثامنة عشر والرابعة والعشرين عاماً، ونسبة 28.3% كانت واقعةً في الفئة العمرية ما بين الخامسة والعشرين والرابعة والأربعين عاماً، ونسبة 24.6% كانت ما بين الخامسة والأربعين والرابعة والستين، ونسبة 12.2% كانت ضمن فئة الخامسة والستين عاماً فما فوق. وتوزع التركيب الجنسي للسكان بنسبة 48.2% ذكور و51.8% إناث.